# Филтър за дизелови сажди
Филтърът за дизелови сажди (на английски: Diesel particulate filter, съкратено DPF) е система за дизелови двигатели, която служи за отделяне на дизеловите сажди от изгорелите газове.
Филтърът най-често представлява керамичен блок от силициев карбид с голям брой тънки канали за преминаване на отработените газове. Частиците сажди, които се задържат на повърхността на тези канали, се окисляват под въздействието на повишена температура и други фактори и, превръщайки се във въглероден диоксид, се отделят в атмосферата с отработените газове. Конструктивно той е разположен в отделен метален корпус и се намира непосредствено след турбината или след катализатора (или след втория катализатор, ако са два). В Европа се монтира на автомобили с дизелов двигател от 2001 г., в съответствие с изискванията на екологичните стандарти Евро-4.
Тъй като с времето филтърът се запълва, често той е покрит с катализаторен слой от благородни метали, който позволява т.нар. регенериране. При пасивното регенериране, в присъствието на катализатора отложените сажди бавно се окисляват до СО2. Този процес протича при температурен обхват от 350 до 500 °C и се извършва непрекъснато, без водачът на превозното средство да предприема някакви особени мерки. При често градско пътуване пасивното регенериране се оказва недостатъчно. Ето защо в този случай на всеки 1000 до 1200 km е необходимо с превозното средство да се измине по-дълъг път при постоянна скорост, която задейства процеса на активно регенериране. При него температурата на изходящите газове се повишава до около 600 °C и като резултат отложените върху филтъра частици директно изгарят.